# 大紫斑蝶
大紫斑蝶（學名：Euploea phaenareta），又名臺南紫斑蝶、台南紫斑蝶。

## 描述
本種為大型斑蝶，具明顯雌雄二型性。全身黑褐色，有白點與線紋。雄蝶頭、胸、腹及足皆為黑褐色，胸腹部、下唇鬚與頸板具白斑。前足跗節癒合、匕狀、有毛。前翅長59-69 mm，翅形狹長，後緣向後凸出，翅頂鈍；後翅近三角形。翅背面黑褐泛藍紫金屬光澤，前後翅各具三列小斑點，外列藍白色，中列藍白或淺紫色，內列藍紫色，中室末端另有紫斑。後翅前緣有灰白斑塊，並連接黃褐色性標；前翅腹面後側也有一塊黃褐色特化鱗。翅腹面褐色、有光澤，斑點比背面細小，主要為白色。緣毛黑白相間。
雌蝶外型與雄蝶相似，但無性標，前翅後緣直，前足跗節分節、有爪、無毛。翅背面金屬光澤較弱，斑點略為清晰。

## 分佈
分布於斯里蘭卡、巽他地區、中南半島南部、小巽他群島、蘇拉威西、新幾內亞、新不列顛、新愛爾蘭、菲律賓及臺灣。
臺灣主要見於南臺灣低地，北臺灣、澎湖與蘭嶼亦有紀錄。

## 棲地
本種原先可能棲息於海岸紅樹林。過去幾乎全年可見，但自1960年代後消失，推測已在本地絕跡。
其他地區族群以夾竹桃科海檬果屬植物為食，臺灣族群無相關記錄。